# 낙지다리속
낙지다리속(----屬, 학명: Penthorum 펜토룸[*])은 범의귀목의 단형 과인 낙지다리과(----科, 학명: Penthoraceae 펜토라케아이[*])의 유일한 속이다. 직립상(直立狀)의 다년생 초본식물로 키는 약 0.6m정도까지 자란다. 이 속은 동아시아에 1종 그리고 북아메리카에 1종이 자생하여, 모두 2종으로 이루어져 있다. 범의귀과 또는 자신의 이름을 딴 낙지다리과 등으로 다양하게 분류된다. 개미탑과와 가장 가까운 관계에 있는 것으로 추정된다.

## 하위 분류
- 낙지다리(P. chinense Pursh)
- P. sedoides L.